# Liste der Wappen in Brandenburg
Diese Liste mit ihren Unterlisten, die über die Navigationsleiste am Ende der Seite erreichbar sind, beinhaltet – geordnet nach der Verwaltungsgliederung – alle in der Wikipedia gelisteten Wappen des Landes Brandenburg. Über die Hälfte der 420 Städte und Gemeinden des Landes (Stand: 1. September 2006) führen allerdings kein eigenes Wappen. Hingegen sind zahlreiche Wappen von ehemals selbständigen und während der Verwaltungsreform 2001 bis 2003 eingemeindeten Orten gelistet. Diese Liste soll darum nicht nur die Wappen zeigen, sondern auch die Informationen darüber, welche Wappen und Informationen in der Wikipedia fehlen oder welche Gemeinden nicht im Besitz eines Wappens sind.
Wie schon im Wappen Brandenburgs zu sehen, ist der Adler ein häufig auftretendes Wappensymbol. Des Weiteren fällt der Baum als oft verwendetes Symbol in der Wappenstruktur auf – ein Hinweis auf den Waldreichtum des Landes.

## Landeswappen
| Bundesland  | Wappen       | Kommentare |
| ----------- | ------------ | --- |
| Brandenburg | Landeswappen | Festgelegt durch das Gesetz über die Hoheitszeichen des Landes Brandenburg vom 30. Januar 1991: „Das Landeswappen zeigt auf einem Schild in Weiß (Silber) einen nach rechts blickenden, mit goldenen Kleestengeln auf den Flügeln gezierten und gold bewehrten roten Adler.“ Die Verfassung des Landes Brandenburg wurde erst am 20. August 1992 erlassen und fasst sich zu diesem Thema daher sehr kurz: Artikel 4. Landesfarben und -wappen. „Die Landesfarben sind rot und weiß. Das Landeswappen ist der rote märkische Adler auf weißem Feld.“ |

## Kreisfreie Städte
| Kreisfreie Stadt         | Wappen                            | Kommentare |
| ------------------------ | --------------------------------- | --- |
| Brandenburg an der Havel | Wappen der Stadt                  | Genehmigt am 13. März 1995 durch den Innenminister des Landes Brandenburg: „Doppelwappen der Alt- (heraldisch rechts) und Neustadt (heraldisch links) Brandenburg. Altstadt: In Silber eine rote Burg mit offenem schwarzen Tor und aufgezogenem goldenen Fallgitter, deren vier bezinnte und goldbeknaufte Türme mit grünen Spitzdächern versehen sind. Die beiden mittleren Türme sind je mit einem silbernen Schild belegt, im rechten ein schwarzer, im linken ein roter Adler. Neustadt: In Silber eine rote Burg mit Zinnenmauer, deren fünf bezinnte und goldbeknaufte Türme unterschiedlicher Größe mit blauen Spitzdächern versehen sind. Im schwarzen Torbogen steht ein silberner Gewappneter mit geschultertem Schwert in der Rechten, mit der linken einen aufgestellten silbernen Spitzschild mit rotem Adler haltend..“ |
| Cottbus (Chóśebuz)       | Wappen der Stadt Cottbus          | Genehmigt am 5. Juni 2000 durch den Innenminister des Landes Brandenburg: „In Silber eine bezinnte, gequaderte rote Burg mit geschlossenem Tor. Zwischen den mit beknauften Spitzdächern versehenen Türmen ragen über der Mauer zwei kleine Häuschen hervor. Darüber schwebt ein silberner Dreieckschild mit einem aufgerichteten roten Krebs.“ |
| Frankfurt (Oder)         | Wappen der Stadt Frankfurt (Oder) | Genehmigt am 3. September 1992 durch den Innenminister des Landes Brandenburg: „In Silber auf grünem Berg aufgerichtet stehend ein goldbewehrter roter Hahn im Kleeblattbogen eines von zwei sechseckigen Türmen beseiteten offenen, roten Torbaus; darüber schwebt ein silberner Schild mit rotem Adler; auf den goldbeknauften Dächern der Seitentürme steht je ein abgewendeter, widersehender goldener Vogel; der breitgedachte Mittelturm ist an den Ecken mit je einem goldenen Kreuz versehen.“ |
| Potsdam                  | Wappen der Stadt Potsdam          | Genehmigt am 27. April 1994 durch den Innenminister des Landes Brandenburg: „In Gold ein linkssehender, schwarzbewehrter golden gerauteter roter Adler. Den oberen Schildrand ziert eine gewölbte fünfzinnige rote Mauerkrone.“ |

## Landkreise
| Landkreis             | Wappen                                        | Kommentare |
| --------------------- | --------------------------------------------- | --- |
| Barnim                | Wappen des Landkreises Barnim                 | Genehmigt am 17. Oktober 1995 durch den Innenminister des Landes Brandenburg. „Geviert von Silber (Feld 1 und 4) und Rot (Feld 2 und 3); oben ein wachsender, golden bewehrter Adler in verwechselten Farben mit goldenen Kleestengeln auf den Flügeln.“ |
| Dahme-Spreewald       | Wappen des Landkreises Dahme-Spreewald        | Genehmigt am 16. November 1995 durch den Innenminister des Landes Brandenburg. „In Silber eine eingebogene, mit goldener Königskrone belegte blaue Spitze, begleitet vorn von einem widersehenden, golden bewehrten, abgeschnittenen roten Stierrumpf, hinten von einem golden bewehrten, abgeschnittenen roten Adlerrumpf.“ |
| Elbe-Elster           | Wappen des Landkreises Elbe-Elster            | Genehmigt am 24. April 1995 durch den Innenminister des Landes Brandenburg. „Im gevierteilten Schild oben vorn neunmal von Gold und Schwarz geteilt; hinten in Silber ein goldbewehrter rückschauender roter Stier; unten vorn in Gold ein rotbewehrter und rotgezungter, aufgerichteter schwarzer Löwe, hinten neunmal von Rot und Silber geteilt.“ |
| Havelland             | Wappen des Landkreises Havelland              | Genehmigt am 31. August 1995 durch den Innenminister des Landes Brandenburg. „Von Blau über Silber durch Wellenschnitt geteilt; oben zwei versetzt rechtshin fliegende, goldgeschnäbelte silberne Schwäne, unten ein goldbewehrtes rotes Adlerhaupt, beiderseits begleitet von einem sechsstrahligen blauen Stern.“ |
| Märkisch-Oderland     | Wappen des Landkreises Märkisch-Oderland      | Genehmigt am 2. Juli 1996 durch den Innenminister des Landes Brandenburg. „Geteilt von Silber und Rot; oben wachsend ein goldbewehrter, roter Adler, die Flügel mit goldenen Kleestengeln belegt; unten ein silberner Wellenbalken, belegt mit einem roten Wellenfaden und bedeckt mit schräggekreuzten, begrifften goldenen Bootshaken, oben bewinkelt von einem goldenen Stern.“ |
| Oberhavel             | Wappen des Landkreises Oberhavel              | Genehmigt am 18. Mai 1994 durch den Innenminister des Landes Brandenburg. „Geteilt von Silber über Grün; oben der goldbewehrte und rotgezungte rote Adler, die Flügel mit goldenen Kleestengeln belegt; unten zwei versetzt nebeneinander fliegende rotbewehrte silberne Schwäne.“ |
| Oberspreewald-Lausitz | Wappen des Landkreises Oberspreewald-Lausitz  | Genehmigt am 25. November 1994 durch den Innenminister des Landes Brandenburg. „Geteilt von Silber und Blau, oben ein unbewehrter schreitender roter Stier mit über den Rücken geschlagenem Schweif, unten eine dreigezinnte goldene Mauer, belegt mit einem goldenen Schild, darin ein aufrechter schwarzer Löwe.“ |
| Oder-Spree            | Wappen des Landkreises Oder-Spree             | Genehmigt am 23. Februar 1996 durch den Innenminister des Landes Brandenburg. „Gevierteilt; oben vorn in Gold zwei gekreuzte rote Bootshaken oben bewinkelt von einem sechsstrahligen roten Stern, hinten in Schwarz ein rot-silber geschachter Schräglinksbalken; unten vorn in Rot drei mit den Spitzen nach außen gekehrte, auf dem Rücken liegende silberne Sensenklingen übereinander, hinten in Gold eine fünfendige rote Hirschstange.“                                                                                               |
| Ostprignitz-Ruppin    | Wappen des Landkreises Ostprignitz-Ruppin.svg | Genehmigt am 2. Mai 1995 durch den Innenminister des Landes Brandenburg. „Gespalten durch eine silberne Deichsel; oben in Rot ein goldbewehrter silberner Adler; unten in Grün vorn eine rotgebundene goldene Lilie, hinten eine rotbelegte goldene Mitra.“ |
| Potsdam-Mittelmark    | Wappen des Landkreises Potsdam-Mittelmark     | Genehmigt am 25. Oktober 1996 durch den Innenminister des Landes Brandenburg. „Geviert; 1: in Silber ein gold-bewehrter roter Adler, 2: in Schwarz ein schräglinker goldener Eichenzweig mit drei Blättern, 3: neunfach von Schwarz und Gold geteilt, 4: in Silber zwei gekreuzte rote Schlüssel.“ |
| Prignitz              | Wappen des Landkreises Prignitz               | Genehmigt am 14. März 1994 durch den Innenminister des Landes Brandenburg. „In Rot über Silber durch Wellenschnitt geteilt; oben eine goldbewehrte, flugbereite silberne Gans begleitet von acht einen oben offenen Halbkreis bildenden silbernen Perlen, unten ein rotbezungter, schreitender schwarzer Wolf.“ |
| Spree-Neiße           | Wappen des Landkreises Spree-Neiße            | Genehmigt am 6. September 1995 durch den Innenminister des Landes Brandenburg. „Gevierteilt; oben vorn in Silber ein aufrechter roter Krebs, hinten in Rot ein steigender, doppelt geschwänzter, gekrönter silberner Löwe; unten vorn in Blau eine dreiblättrige goldene Krone, hinten in Gold eine aufgerichtete, nach außen gebogene rote Hirschstange mit vier Enden und kleeblattförmiger Rose.“ |
| Teltow-Fläming        | Wappen des Landkreises Teltow-Fläming         | Beschlossen am 21. Oktober 1996 vom Kreistag Teltow-Fläming, genehmigt am 21. November 1996 durch den Innenminister des Landes Brandenburg. „Gespalten und halb geteilt von Silber, Rot und Silber über einem in vier Reihen von Schwarz und Silber geschachten Schildfuß: vorne ein halber gold-bewehrter roter Adler am Spalt mit goldenem Kleestengel auf dem Flügel, hinten belegt mit einem goldenen Krummstab mit vier roten Edelsteinen am Knauf.“                                                                                    |
| Uckermark             | Wappen des Landkreises Uckermark              | Genehmigt am 8. November 1995 durch den Innenminister des Landes Brandenburg. „In Gold ein mit zwei silbernen Fäden belegter, mehrfach gekerbter blauer Balken, überdeckt von einem gotischen, mit silbernen Putzflächen belegten, mit offenem Torbogen versehenen, roten Backsteinturm mit gezinnten Mauerflügeln; das Mauerwerk belegt mit zwei auswärts gelehnten silbernen Spitzschilden, darin rechts ein golden bewehrter, roter Adler mit goldenen Kleestengeln auf den Flügeln, links ein aufrechter, golden bewehrter roter Greif.“ |

### Ehemalige Landkreise
| Landkreis              | Wappen                             | Blasonierung | Kommentare |
| ---------------------- | ---------------------------------- | --- | --- |
| Liebenwerda            | Wappen des Landkreises Liebenwerda | In Silber ein schwarzer Wellenbalken, dem ein goldener Wappenschild mit einem aufgerichteten rot bewehrten und gezungten schwarzen Löwen aufgelegt ist, begleitet oben von vier und unten von drei roten gezinnten Türmen.                                                                                           | Genehmigt ???? durch den Oberpräsidenten der Provinz Sachsen: |
| Herzberg 1950–1990     | Wappen des Kreises Herzberg        | Geteilt: oben in Schwarz zwei goldene Balken, belegt mit einem schrägrechten grünem Rautenkranz, unten in Silber drei rote Seeblätter. | Genehmigt ???? durch den Oberpräsidenten der Provinz Sachsen für den damaligen Landkreis Schweinitz, fortgeführt durch den Kreis Herzberg: Der 1950 neugebildete Kreis Herzberg übernahm zunächst das Wappen des Landkreises Schweinitz, bevor er ein neues Wappen annahm. |
| Herzberg 1991–1993     | Wappen des Kreises Herzberg        | In Silber eine nach rechts blickender, mit goldenen Kleestengeln auf den Flügeln gezierten und goldbewehrter roter Adler, auf den Flügeln belegt mit zwei schräg gestellten Schilden: vorn in Schwarz vier goldene Balken, belegt mit einem schrägrechten grünen Rautenkranz, hinten in Silber drei rote Seeblätter. | Genehmigt ????: Der 1950 neugebildete Kreis Herzberg übernahm zunächst das Wappen des Landkreises Schweinitz, bevor er ein neues Wappen annahm. |
| Niederbarnim 1815–1950 | Wappen des Kreises Niederbarnim    | Geteilt von Rot und Silber. In der oberen Hälfte ein halber silberner märkischer Adler. | |
| Oberbarnim 1815–1950   | Wappen des Kreises Oberbarnim      | Geteilt von Silber und Rot. In der oberen Hälfte ein halber märkischer Adler. | |
| Schweinitz 1816–1950   | Wappen des Kreises Schweinitz      | Geteilt: oben in Schwarz zwei goldene Balken, belegt mit einem schrägrechten grünem Rautenkranz, unten in Silber drei rote Seeblätter. | Genehmigt ???? durch den Oberpräsidenten der Provinz Sachsen für den damaligen Landkreis Schweinitz, fortgeführt durch den Kreis Herzberg: Der 1950 neugebildete Kreis Herzberg übernahm zunächst das Wappen des Landkreises Schweinitz, bevor er ein neues Wappen annahm. |